# Sauter (Rennwagen)

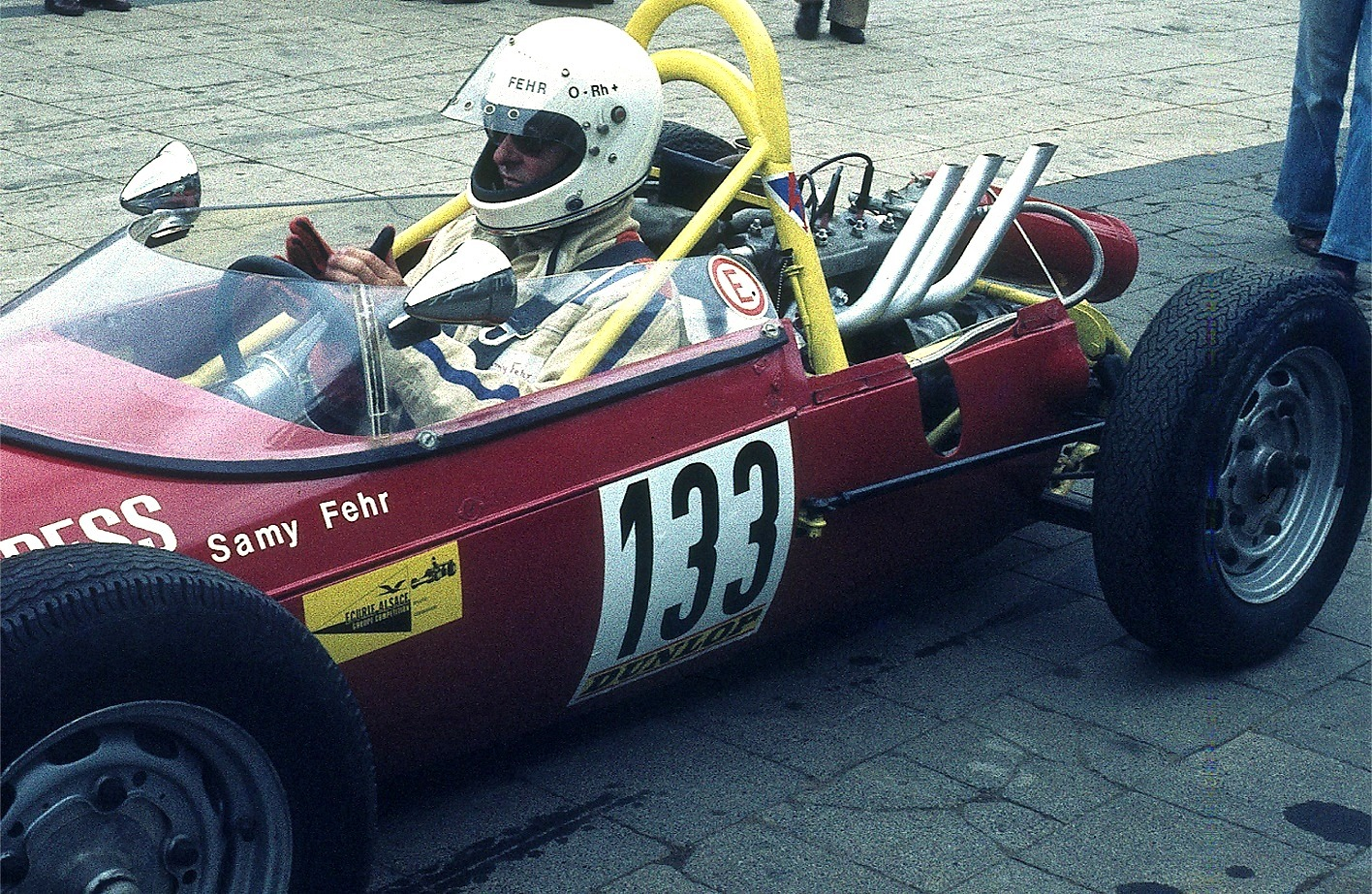
Sauter mit DKW-Motor

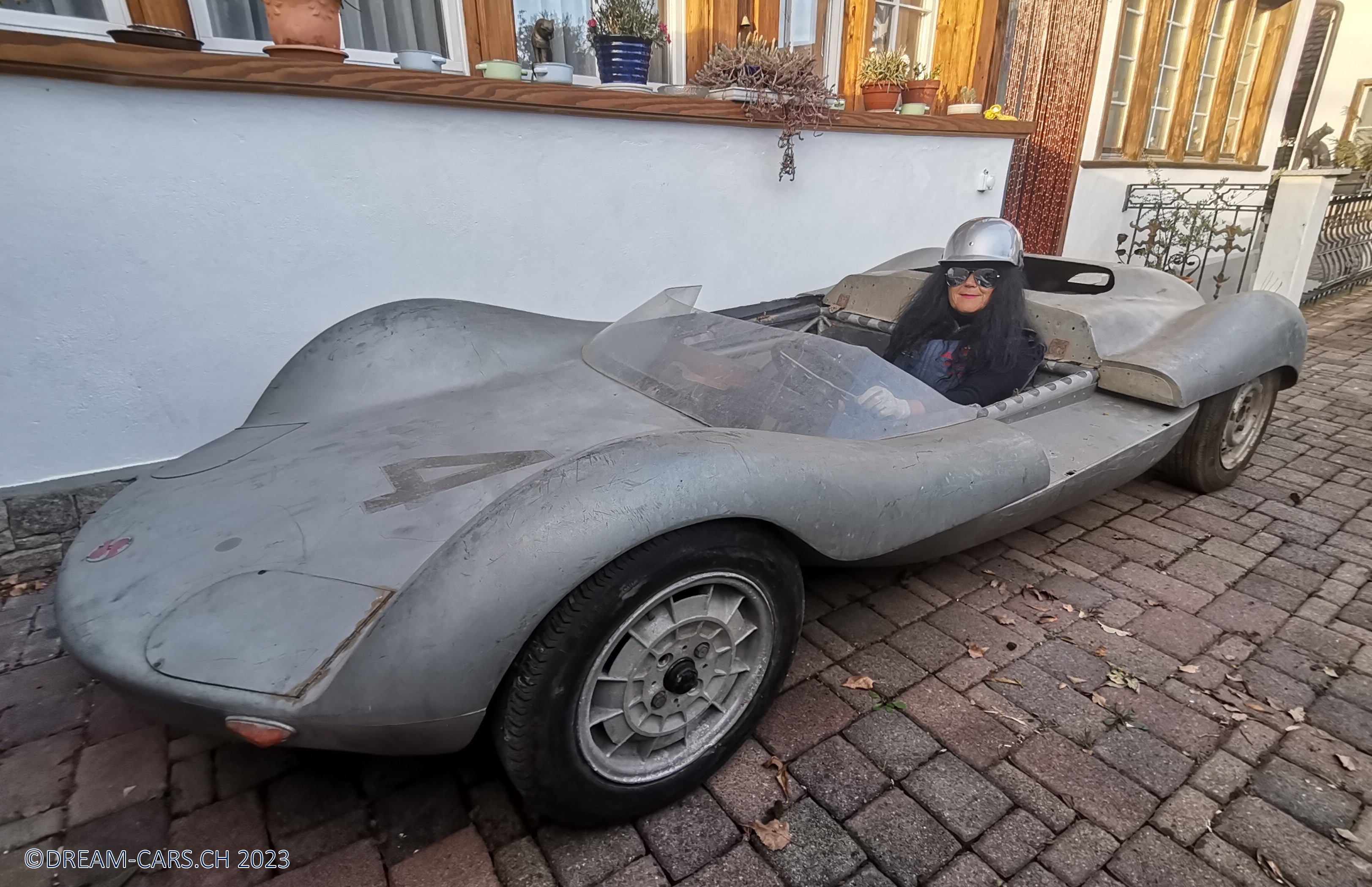
Sauter-Abarth 1000 Bialbero

Sauter war ein Schweizer Rennwagenproduzent der 1950er und 1960er Jahre.
Der Schweizer Rennfahrer Kurt Sauter machte sich kurz nach dem Krieg in Basel mit einer Fachwerkstätte für Automobile selbständig. Bis Mitte der 1960er Jahre erwarb sich Sauter einen ausgezeichneten Ruf als Hersteller von Kleinserien für den internationalen Motorsport. Sauter selbst war auch viele Jahre als Rennfahrer aktiv.

## Fahrzeuge
Insgesamt konstruierte Kurt Sauter etwa 30 Sport- und Rennwagenchassis, die mit verschiedenen Motorisierungen für eigene Renneinsätze und für Kunden gefertigt wurden. Der erste Wagen entstand 1948 und war ein straßentauglicher Sportwagen mit einem Fiat 1100 Motor.
1949 entstand der Sauter-Dého; ein Monoposto der als Wettbewerbsfahrzeug ausgelegt war. Die Aufhängung, Hinterachse und Lenkung stammten von Fiat, der Motor vom französischen Tuner Dého.
Der Sauter-Stanguellini entstand 1950. Auf den Motorblock eines Fiat 1100 hatte Stanguellini einen Zweinockenwellen-Zylinderkopf eigener Fabrikation montiert. Dieses Rennauto war Kurt Sauters letztes für sich selbst gebaute Fahrzeug und feierte Rennsiege in Bern und Maloya sowie 2te Plätze in Berlin auf der Avus und am Nürburgring. 1955/56 entstanden die ersten drei Sauter-Porsche mit einem luftgekühlten 1100-cm³-Porsche-Motor. Am bekanntesten war der von Heini Walter gefahrene Wagen mit 1,5-Liter-Motor. Etwa zwei Jahre später wurde eines der 1100er Modelle zu einem ‚Sauter-DKW‘ umgebaut, mit dem der junge Peter Nebel seine Karriere beginnen sollte. Das zweite 1100er Modell ging an den Basler Garagisten Werner Brändli.
1957 entstand der erste Sauter-DKW. Insgesamt wurden 6 vergleichbare Fahrzeuge mit DKW, Porsche und Renault Motoren gebaut.
Der Bau des Sauter-Formel-Junior-Wagens hatte seinen Ursprung bei Bamosa. Der umtriebige Schweizer Peter Monteverdi, der in den 1950er Jahren Rennen fuhr, später als Sportwagenbauer bekannt und populär wurde und 1990 mit Onyx sogar in die Formel 1 kam, war der Initiator des Bamosa-Projekts (Bale – Monteverdi – Sauter). Bevor das Team sich noch formieren konnte, ging Sauter eigene Wege, um ein eigenes Auto zu bauen. Es entstanden insgesamt drei Formel-Junior-Rennwagen in den 1950er Jahren sowie Anfang der 1960er-Jahre ein Formel-2-Monoposto-Carrosserie-Aufbau.
Der Sauter-Formel-Junior hatte einen Mehrfachrohrrahmen und eine Kunststoffkarosserie. Angetrieben wurde das kleine Fahrzeug von einem 1-Liter-Zweitaktmotor von DKW. Der Sauter glich äußerlich dem MBM Typ A, dem Nachfolgeprojekt von Bamosa. Gefahren wurde der Wagen unter anderem von dem Schweizer Rennfahrer Heini Walter, der damit 1960 einige Erfolge erzielte.
Die letzten drei Konstruktionen von Kurt Sauter waren Mittelmotor-Sportwagen. An diese wurden erstmals Polyester-Karosserien, gebaut von Max Horlacher, angebaut und sie wurden mit drei unterschiedlichen Motoren von Abarth, BMC und BMW ausgestattet. Zwei Fahrzeuge sind erhalten, das eine befindet sich noch heute im Besitz der Firma Sauter, der Wagen mit dem Abarth-1000-Bialberomotor und der Rahmennummer KS021 wurde kürzlich wiederentdeckt und wird zur Zeit technisch instandgestellt.
Noch später gab es einen ‚Sauter Formel V‘, bestellt von Edwin Frank aus Arlesheim, der diesen Wagen 1966 fuhr.

## Aktuelles
Sauter Engineering + Design tritt seit 2021 mit einem Auto in der Deutschen ADAC Formel 4-Meisterschaft an.